# Bistum Magangué
Das Bistum Magangué (lat.: Dioecesis Maganguensis, span.: Diócesis de Magangué) ist eine in Kolumbien gelegene römisch-katholische Diözese mit Sitz in Magangué.

## Geschichte
Das Bistum Magangué wurde am 25. April 1969 durch Papst Paul VI. mit der Apostolischen Konstitution Recta sapiensque aus Gebietsabtretungen des Erzbistums Cartagena errichtet und diesem als Suffraganbistum unterstellt.

Wappen des Bistums Magangué

## Bischöfe von Magangué
- Eloy Tato Losada IEME, 1969–1994
- Armando Larios Jiménez, 1994–2001, dann Bischof von Riohacha
- Jorge Leonardo Gómez Serna OP, 2001–2012
- Ariel Lascarro Tapia, seit 2014